# Strelski pohod v Splošni bolnišnici Izola
70-letni Darko Gregorič je dne 22. avgusta 2016, nekaj po 15. uri, vstopil v Splošno bolnišnico Izola, pri hoji naj bi si pomagal z berglo. Iskal je specifično osebo, in sicer zdravnika Guilerma Martineza. V tistem času naj bi bil tam prisoten tudi 43-letni policist, ki naj bi v bolnišnico prišel pospremiti zapornika na pregled. Ko je storilec zagledal policista, je ustrelil policista in zdravnika, oba sta podlegla poškodbam. Pred bolnišnico je ranil še enega policista, ki je prišel na kraj dogodka. Pred vhodom bolnišnice se je usedel in zamenjal pištolo (pridobljeno od ustreljenega policista). Storilec naj bi v tem trenutku še enkrat ustrelil v zrak in se opravil proti parkirišču. Pred bolnišnico je storil samomor, in sicer se je ustrelil s policistovo pištolo. Policija ni nikoli ugotovila, od kod Gregoriču pištola, so pa na njegovem domu našli še veliko število nabojev.
Med motivi so slovenski in obalni mediji navajali smrt storilčeve mame in težave z denarjem in prekomernim pitjem alkohola. Kasneje se je izkazalo, da naj bi bil motiv obračuna nezadovoljstvo s potekom zdravljenja, vendar je analiza potrdila, da nepravilnosti ni bilo.